# 宋傑 (官員)
宋傑（？—1474年），直隸保定府定興縣（今河北省定興縣），明朝政治人物，宣德庚戌進士。官至都察院右副都御史、巡撫蘇松。

## 生平
宣德八年（1443年），登進士。授兵科給事中。正統七年，擔任光祿寺少卿。次年擔任冊封安南國王正使。正統十年，擔任陝西右布政使，改左布政使。
景泰元年（1450年），擔任副都御史，參贊甘肅軍務。
天順元年（1457年），擔任山東布政使右參政。天順五年，擔任湖廣布政使司左參政，升右布政使。
成化元年（1465年），擔任右副都御史，廵撫南直隸松蘇等府。成化十年四月卒。